# De boogschutters
De boogschutters is het negende stripalbum uit de Thorgal-reeks en behoort samen met de andere albums Het land Qâ, De ogen van Tanatloc, De stad van de verloren god en Tussen aarde en licht tot de cyclus van "het land Qâ". Het verhaal is getekend door Grzegorz Rosiński en geschreven door Jean Van Hamme. 
Het verhaal verscheen voor het eerst in 1984 in het stripblad Tintin/Kuifje Het verscheen later in 1985 als album bij uitgeverij Le Lombard. In dit deel wordt een vrouwelijke figuur ten tonele gebracht: Kriss van Valnor, de vrouwelijke slechterik, die een zeer bepalend rol in de latere delen zal gaan spelen.  Deze negende Thorgal wordt gerekend tot een van de beste strips aller tijden.

## Het verhaal
Kriss van Valnor dringt met haar partner Sigwald de verbrande de heilige toren van Kerridwin binnen en steelt de bloedsteen van de Caledoniërs. Ze weten ternauwernood te ontkomen. Thorgal komt tijdens een storm in botsing met de boot van Tjall de vurige die op weg is naar zijn oom, de wapensmid Boomvoet. Bij de oom van Tjall ontmoeten zij Kriss en haar partner. 
In Umbrië wordt een boogschietwedstrijd gehouden waar een grote prijs te winnen valt. Thorgal vergezelt Tjall en Boomvoet op weg daarnaartoe. Onderweg helpen zij Sigwald om Kriss te bevrijden die door een troep schurken gevangen is genomen en misbruikt. Op het toernooi vormt  Thorgal met Kriss een koppel en Tjall met Boomvoet. Als de wedstrijd gaandeweg steeds gevaarlijker wordt en op het laatst alleen de teams van Thorgal en Tjall nog over zijn beëindigt Thorgal het toernooi. De prijs wordt in vieren gedeeld. 
Tijdens het banket gaat Kriss er met de prijs vandoor. Op de terugweg vinden Thorgal en zijn metgezellen Sigwald dood gespietst tegen een boom en is Kriss in het nauw gedreven door de Caledoniërs. Ze bevrijden Kriss die op het einde erin slaagt ervan door te gaan met de paarden.

## Bekroning
Deze strip won in 1985 de "Grote Publieksprijs" op het XVIIe stripconventie te Parijs en de Persprijs op het Festifal van Durbuy.